# Sierritasuchus
Sierritasuchus é um género extinto de aetossauro da subfamília Desmatosuchinae. É conhecido por um esqueleto holótipo pequeno da Formação Tecovas do Triássico Superior do Texas. Este esqueleto (conhecido como UMMP V60817) foi descoberto em 1939 e foi originalmente atribuído ao género Desmatosuchus. Foi colocado em seu próprio género em 2008, depois de ter sido posto na coleção do Museu de Paleontologia da Universidade de Michigan, com a Espécie-tipo sendo o Sierritasuchus macalpini. O nome genérico refere-se a Sierrita de la Cruz Creek, onde o holótipo foi encontrado e o nome específico refere-se a Archie MacAlpin, que descobriu o esqueleto. Com base na histologia das escamas do holótipo, o fossil era de um subadulto que não estava totalmente crescido.
Sierritasuchus pode ser distinguido de outros aetossauros por várias características únicas, bem como uma combinação de características distintas em sua escamas. Ao contrário de outros aetossauros, Sierritasuchus tem espinhos curvos ao longo de seu lado que são serrilhados nas bordas da frente. Há também uma crista sobre a superfície posterior de cada elevação dorsal. Elevações dorsais são pequenas projeções nas superfícies das escamas paramedianas que revestem o dorso do animal em cada lado da coluna vertebral. No Sierritasuchus, a elevação dorsal toca a margem posterior da escama paramediana. Cada escama paramediana está coberta de um padrão aleatório covas. Ambos paramediana e escamas lateral (que percorrem o costado do animal abaixo das paramedianas) têm barras anteriores.